# Veronaia castellanii
Veronaia castellanii är en svampart som beskrevs av Benedek 1961. Veronaia castellanii ingår i släktet Veronaia, ordningen Eurotiales, klassen Eurotiomycetes, divisionen sporsäcksvampar och riket svampar.   Inga underarter finns listade i Catalogue of Life.